# Бжузкі (Лодзинське воєводство)
Бжузкі (пол. Brzózki) — село в Польщі, у гміні Ґалевиці Верушовського повіту Лодзинського воєводства.
Населення — 151 особа (2011).
У 1975-1998 роках село належало до Каліського воєводства.

## Демографія
Демографічна структура станом на 31 березня 2011 року:
|          | Загалом | Допрацездатний вік | Працездатний вік | Постпрацездатний вік |
| -------- | ------- | ------------------ | ---------------- | -------------------- |
| Чоловіки | 76      | 16                 | 53               | 7                    |
| Жінки    | 75      | 21                 | 45               | 9                    |
| Разом    | 151     | 37                 | 98               | 16                   |